# Мой лучший друг — вампир
«Мой лучший друг — вампир» — кинофильм.

## Сюжет
Молодой студент обнаружил, что превратился в вампира после ночи проведенной с очень привлекательной девушкой. Вначале он не вполне поверил себе, но благодаря наставлениям своего нового трехсотлетнего учителя понял, что «вампиризм — это альтернативный образ жизни», а кровь не такая уж и противная на вкус. Как хороший мальчик, он не кусал женщин, а довольствовался свиной кровью. Все осложнилось, когда охотник на вампиров попытался добраться до него при помощи деревянных стрел и серебряных пуль.